# Batalla naval de Barcelona (1714)
La batalla naval de Barcelona fou un dels episodis del setge de Barcelona durant la Guerra dels Catalans (1713-1714), la darrera campanya militar de la Guerra de Successió Espanyola a Catalunya.

## Antecedents
El 14 de març de 1713 a Utrecht els plenipotenciaris de Carles d'Àustria firmaren el «Conveni per a l'evacuació de Catalunya». Aquest tractat fou ratificat el 22 de juny de 1713 pels representants de Felip V i Carles d'Àustria en el «Conveni de l'Hospitalet», que establia la fi de la guerra per l'1 de juliol de 1713. Però malgrat el tractat els Tres Comuns de Catalunya —institucions d'autogovern catalanes— convocaren una Junta General de Braços de Catalunya que el 9 de juliol de 1713 proclamà unilateralment que continuaven la guerra contra Felip V i contra França. Evacuades les tropes austriacistes, ocupada quasi tota Catalunya per les tropes borbòniques, i reduïts els resistents a Barcelona, els Tres Comuns alçaren ràpidament l'exèrcit de Catalunya nomenant-ne per general comandant Antonio de Villarroel.
Finalment el 25 de juliol de 1713 les tropes borbòniques al comandament del duc de Pópoli van arribar davant les muralles de Barcelona. Tot seguit Pópoli va sol·licitar l'obediència de la ciutat a Felip V, sol·licitud rebutjada el mateix dia. Davant la impossibilitat de prendre Barcelona a l'assalt per la manca d'artilleria pesant que pogués abatre les muralles i limitat per les carències tècniques i tàctiques de les tropes de Felip V, Popoli va adoptar l'estratègia que des de feia segles s'havia seguit en els setges als quals s'havia sotmès Barcelona. Va bloquejar la ciutat per terra i va centrar el millor de les seves tropes a la conquesta de la fortalesa de Montjuïc des de la qual, una vegada presa, podria obligar a la rendició de la ciutat.
A la vegada que s'ocupava el pla de Barcelona, l'estol borbònic comandat per Jean du Casse iniciava l'1 de febrer el bloqueig la ciutat per mar.

## La marina de guerra catalana
La Marina de Catalunya improvisada escortava els estols que arribaven del Regne de Mallorca, fidel a l'Arxiduc Carles, i governada pel virrei Josep Antoni de Rubí. Les naus que la componien eren:
- Mare de Déu de la Mercè i Santa Eulàlia. Fragata genovesa de 24 canons.
- Sant Francesc de Paula. Fragata de 28 canons llogada.
- Sant Josepet. Transport amb 20 canons, cedit canonge eivissenc.
- Santa Madrona, una fragata francesa de 24 canons (capturada).

Durant el 1713 es van capturar altres 40 vaixells.

## Batalla
El 24 de febrer del 1714, hi va haver davant de Barcelona una batalla naval de la Marina de Catalunya contra els vaixells britànics, que volien fer desistir de la resistència els catalans. En el combat va sortir vencedora l'esquadra catalana sobre l'anglesa, que tingué moltes baixes i a la que li foren capturades 13 naus menors i 2 navilis artillats.

## Conseqüències
La batalla no va evitar el setge la ciutat i les provisions i munició seguiren arribant amb escassetat. L'estol britànic de l'almirall James Wishart va contribuir al bloqueig del port a partir del mes de febrer, que es va completar el 7 de juliol de 1714.